# Église Saint-Clément de Wasquehal
L'église Saint-Clément est une église de Wasquehal, dans le département français du Nord en région Hauts-de-France.
De style gothique simple, elle est située dans le quartier du Capreau, rue Clément Béthune.
Élevée en l'honneur de Saint Clément, l'église est construite pour permettre à la nouvelle population ouvrière du Capreau de suivre le culte. L'église dépend du doyenné de Roubaix de l'archidiocèse de Lille et fait partie de la paroisse Ozanam qui regroupe l'église Saint-Nicolas de Wasquehal et l'église du Sacré-Cœur du Sart. Sa construction sous l'impulsion de l'abbé Louis Couppez, s'étend de 1911 à 1912.

## Histoire
Au début du XXe siècle, le quartier du Capreau ne dispose pas d'église. Certains capreausiens parcourent 3 km pour rejoindre l'église Saint-Nicolas située au centre de Wasquehal et d'autres se déplacent à l'église Saint-Pierre à Croix ou à l'église Saint-Éloi situé au quartier du Blanc-Seau à Tourcoing. Clément Béthune mécène de la ville et un des premiers habitants du Capreau, fait don de terrain pour la construction d'une église et sous l'impulsion de l'abbé Louis Couppez et de la générosité des riches familles de Roubaix, Tourcoing et Wasquehal, des plans et devis sont dressés et les murs d'une future église, sortent de terre. Pendant le temps nécessaire à la construction de l'église, une chapelle est construite derrière la future église. Malgré l'exécution des démarches, la chapelle est fermée mais quelque temps plus tard, la loi de séparation est votée et la chapelle est rouverte. Malgré l'opposition de la municipalité et du maire Louis Lejeune et en pleine période de séparation de l'Église et de l'État, la première messe est célébrée le 26 janvier 1906.

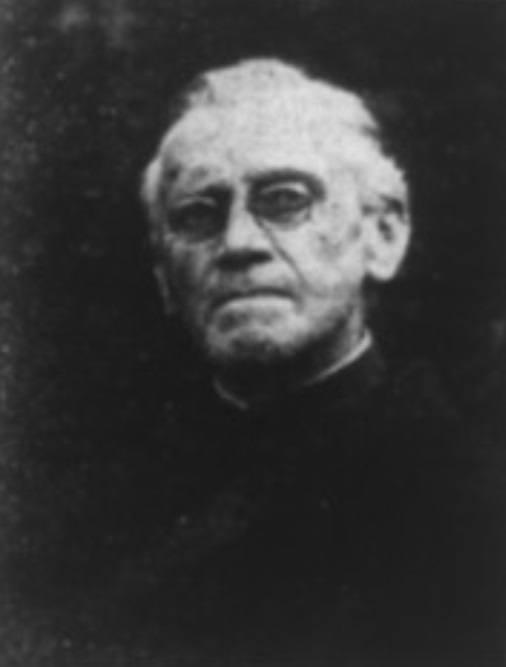
Louis Couppez, abbé de l'église Saint-Clément, de 1904 à 1919.

En 1910, le sacristain Henri Lepers est victime de quatre tentatives de meurtre, et le patronage du capreau est victime d'une tentative d'incendie. Des patrouilles se constituent au sein de la population du quartier. Henri Lepers a reçu des lettres de menaces signées par La terreur rouge du Capreau. Une enquête démontre qu'Henri Lepers est l’incendiaire.

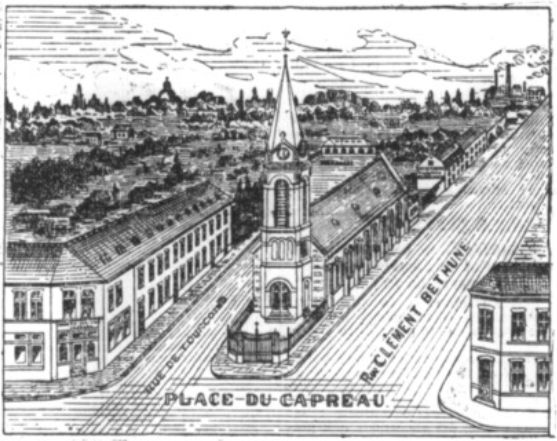
Projet de l'église Saint-Clément en 1910.

L’église Saint-Clément est mise en chantier le 7 avril 1911 et, le 31 août 1911, le gros œuvre est presque terminé et la toiture est commencée. L'église n'est finie qu'en 1912 à cause du climat anticlérical qui domine les esprits des autorités civiles de l'époque. Elle est bénie par Mgr Jean-Baptiste Carlier, vicaire-général de Cambrai, le 29 septembre 1912. Parmi les personnes qui ont participé à la construction de l'église, on trouve Émile Cornille, père de Thérèse Cornille (née à Wasquehal), fondatrice de l'association Claire Amitié.
Le 1er octobre 1912, l'église est vandalisée, les chaises sont amassées au pied de la chaire et le feu y est mis. La nouvelle est relatée dans le Katalikas, journal catholique de langue lituanienne publié à Chicago. L'abbé Couppez éteint le feu avec l'aide des habitants.
En 1912, toujours, à l'occasion de la Sainte Cécile, la chorale paroissiale de Saint-Clément, donne son audition annuelle. Elle interprète sous la direction de son chef, Frédéric de Looze, la messe à trois voix de Louis Boyer, ainsi que l'hymne de la Sainte-Cécile de monsieur G. Alain. Les solis sont interprétés par Henri Willems, ténor, Fernand de Looze, baryton et Jules Noémard, basse. Mademoiselle Marie-Thérèse de Looze interprète les œuvres de Bruno, Valentin et Bautman
En 1920, est inauguré à l’intérieur de l'église, un monument commémoratif des morts de la grande guerre.

En 1931, l'église Saint-Clément participe au cinquantenaire des Congrès Eucharistiques Internationaux (1881-1931) sous la présidence du Cardinal Liénart. En 1932, l'abbé Alphonse Florin, ancien curé de l'église de la Nativité-de-Notre-Dame de Bailleul et de l'église Saint-Louis à Fives, et curé de Saint-Clément depuis 1931, célèbre la fête du quatorzième anniversaire de la signature de l'Armistice et de la Victoire. En 1934, Le cardinal Achille Liénart, baptise en l'église Saint-Clément de Wasquehal, le douzième enfant de la famille Vanrapenbusch-Van loocke. Le maire Henri Détailleur est le parrain d'un petit Vanrapenbusch.

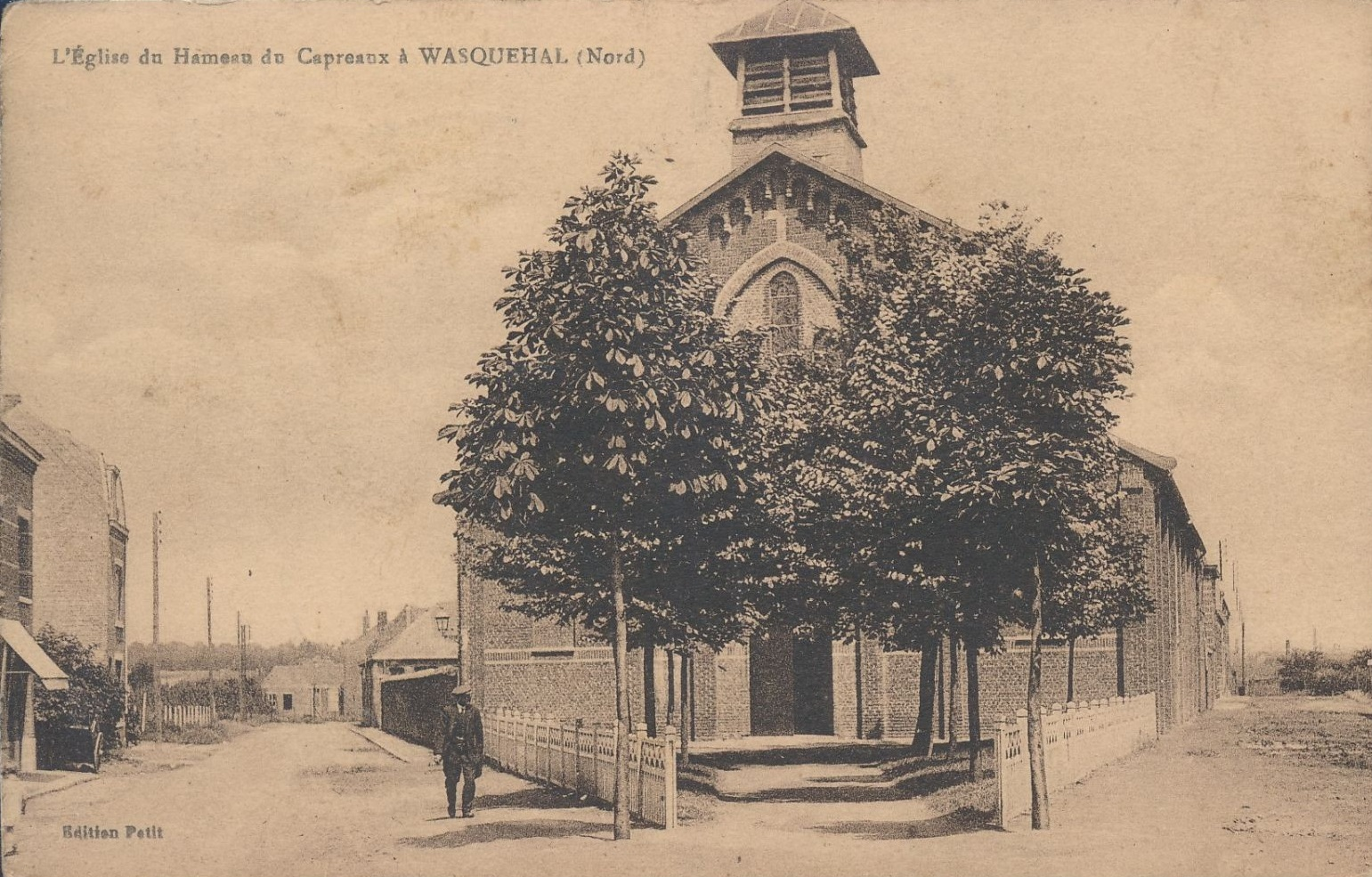
Église Saint-Clément en 1912.

En 1937, l'église possède un harmonium qui est utilisé par le sacristain.
En 1939, les funérailles de Claude Lucien Deleville, caporal au 54e Régiment d'infanterie de forteresse, sont célébrées par l'abbé Florin, assisté des abbés Phalempin, professeur à l'Institution Saint-Louis de Roubaix, et Delaoustre, vicaire de Saint-Clément. Dans l'assistance, on remarquait la présence de  Messieurs Édouard Roussel, sénateur, Henri Détailleur, maire de Wasquehal et de plusieurs conseillers municipaux, Fernand Ferraille, président d'honneur de la Fraternelle des anciens combattants du Capreau, les abbés Callens, supérieur de Saint-Louis et Lepers, aumônier du Carmel. On trouve aussi des officiers, sous-officiers et soldats de la région.

En 1942, l'abbé Fourneau, vicaire de la paroisse de Saint-Clément, accompagne les enfants de la colonie de vacances du Capreau pour un voyage à Fourmies. La colonie a bénéficié de l'aide du secours national et des caisses primaires d'assurances sociales. En 1949, on trouve comme vicaire, Michel Mulliez, l'oncle de Gérard Mulliez, futur fondateur du groupe de distribution Auchan. Depuis mars 1952, l'archidiocèse de Lille, possède une concession au cimetière du Plomeux de Wasquehal pour y inhumer les prêtres des églises Saint-Nicolas et Saint-Clément de Wasquehal. Les paroissiens de Saint-Nicolas et Saint-Clément font bâtir, avec leurs dons, un calvaire dans le cimetière du Plomeux en 1953. Il est placé sur un terrain offert par la commune.

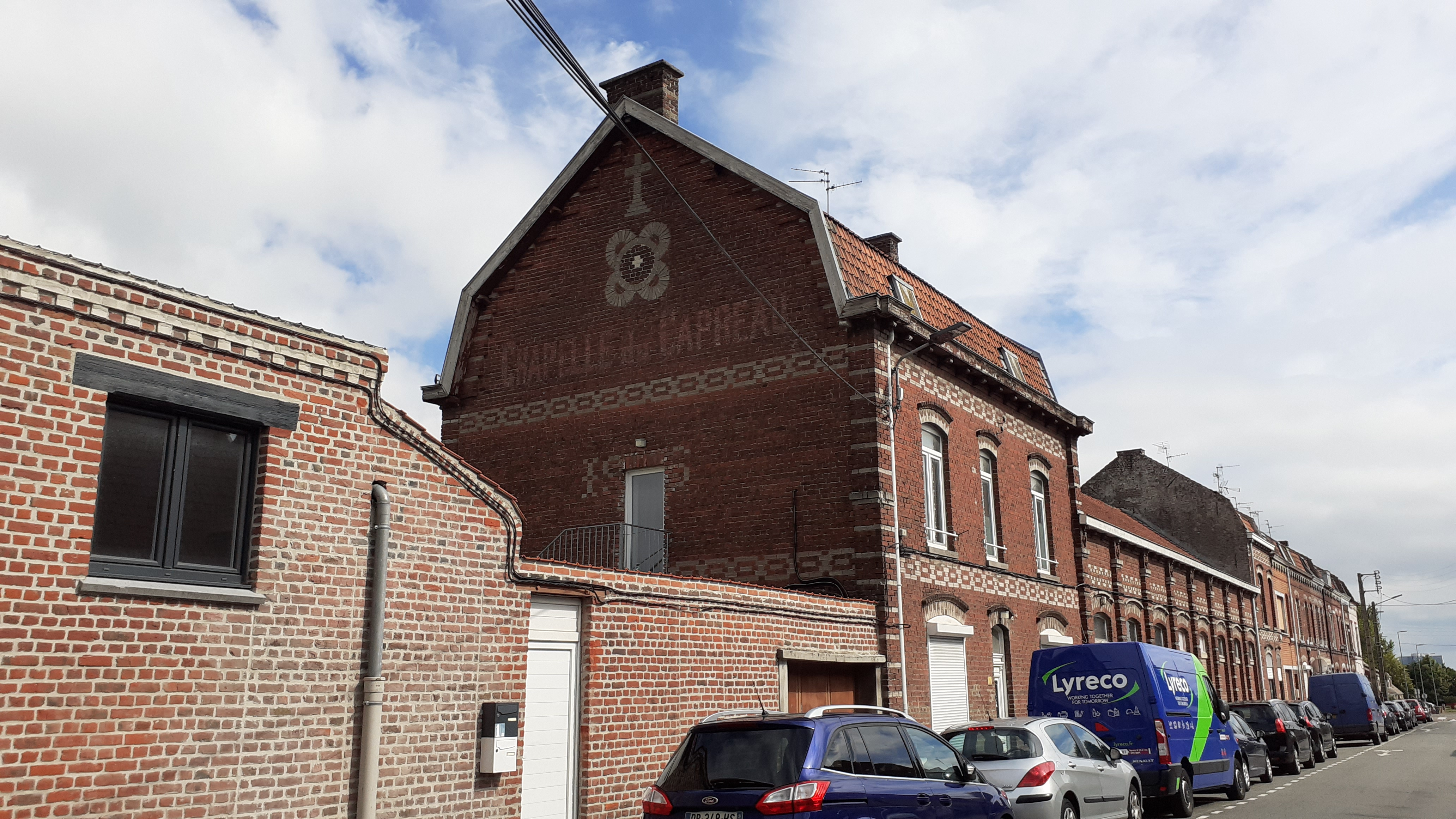
Ancienne chapelle du Capreau.

Dans les années 1990, le conseil paroissial, avec le concours des habitants du quartier tels que Gérard Lemay, Pierre Pigani, Louis et Lucie Vancapernolle, a travaillé avec la municipalité de Wasquehal pour assurer l’avenir de ce lieu de culte. C’est ainsi qu’elle entre dans le patrimoine communal.
L'église ferme de 2015 à 2017 pour travaux et, fin 2017, un échafaudage est dressé et début 2018 c’est toute l'architecture extérieure qui est refaite. Des tuiles s’étaient envolées par fort vent et avaient atterri dans la cour de l’école attenante. La couverture, qui était à damier de tuiles vernissées et de tuiles naturelles, est remplacée par une couverture en tuiles vernissées noires. Les briques font l’objet d’un hydrogommage puis d’un rejointoiement. Des travaux sont aussi entrepris sur les menuiseries extérieures, amenant à protéger les vitraux. Ces travaux sont effectués par des techniciens spécialisés dans les monuments anciens.

## Le monument

### Structure et dimensions
L'église est construite en briques. Elle comprend une nef et deux bas-côtés. Sa façade est éclairée par trois verrières en ogive. Elle est surmontée d'un petit clocheton.

### Matériaux de construction
La fondation, les colonnes et les linteaux sont en béton armé.

### Extérieurs
La couverture de l'église était à l’origine en damier de tuiles vernissées et de tuiles naturelles qui seront remplacées par une couverture en tuiles vernissées noires.

### Intérieur
L'église comprend une nef flanquée de bas-côtés, séparés par des piliers massifs au fût quadrangulaire. La table du maître-autel en bois foncé sculpté, à colonnettes de marbre, se trouve désormais séparée du retable, et devant l'abside.
Suivant les recommandations de la Commission d’Arts Sacrés du Diocèse de Lille, la Ville de Wasquehal s’est déterminée pour un choix de couleurs permettant une harmonie de teintes tranchées, toutes choisies en fonction des vitraux et de la lumière qu’ils diffusent. De ce fait, les murs des bas-côtés ont été repeints de couleurs vives : rose fuchsia, orange et bleu saphir, tandis que celui de la tribune est en violet. Le reste est dans des tonalités de gris perle. L'intérieur a été terminé le 21 novembre 2020, après trois ans de travaux.

### Vitraux
L'église Saint-Clément possède plusieurs vitraux dont un qui représente Saint Philippe.

## Liste des responsables successifs
- Curé Louis Couppez (1907-1919)
- Curé Fernand Chantry (1919-1924)
- Curé Joseph Delcambre (1924-1931)
- Curé Alphonse Florin (1931-1941)
- Curé Christian Demuynck (1941-1947)
- Curé Gérard Leroux (1947-1952)
- Curé Marcel Calonne (1952-1969)
- Curé Jean Henri Sévère Cox (1969-1986)
- Curé Julien Nuyts (1986-1992)
- Curé Jean Henri Sévère Cox (1992)
- Vicaire Jules-Henri Deheuninck (1906-1910)
- Vicaire Léon Ledent (1907-1910)
- Vicaire Julien Everaere (1910-1912)
- Vicaire Alfred Tollens (1912-1916)
- Vicaire Pierre Tytgat (1916-1929)
- Vicaire Marcel Vérone (1927)
- Vicaire Louis Duhamel (1929-1933)
- Vicaire Jean Delaoustre (1933-1939)
- Vicaire Paul Desmarey (1934-1938)
- Vicaire Pierre Desmarescaux (1937-1946)
- Vicaire Constantin Vandenhautte (1940)
- Vicaire André Fourneau (1941-1946)
- Vicaire Sévère Cox (1946-1951)
- Vicaire Michel Mulliez (1949-1950)
- Vicaire Joseph Decoopman (1951-1954)

## Sépultures et monuments

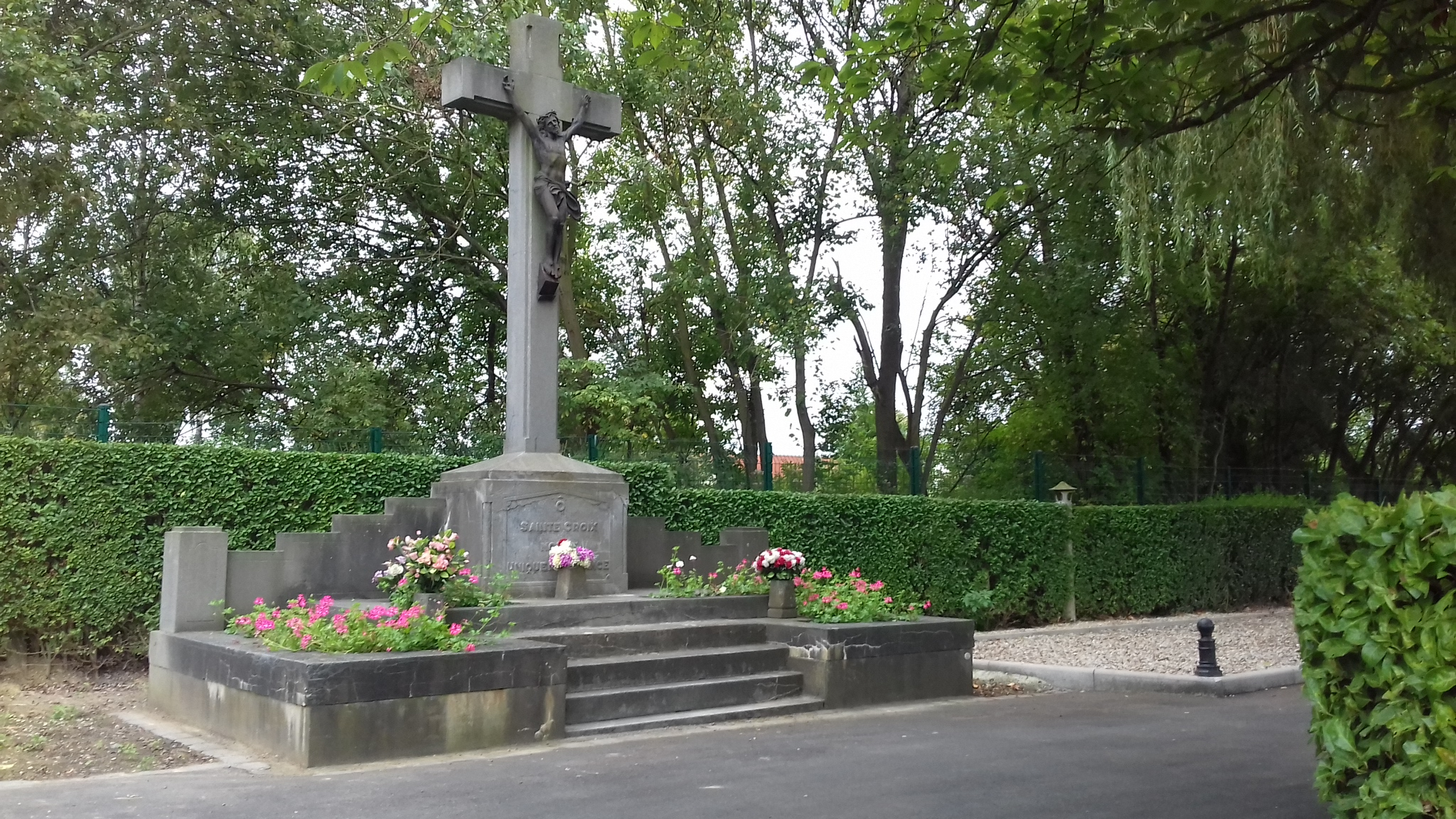
Calvaire des églises Saint-Clément et Saint-Nicolas, cimetière du Plomeux.
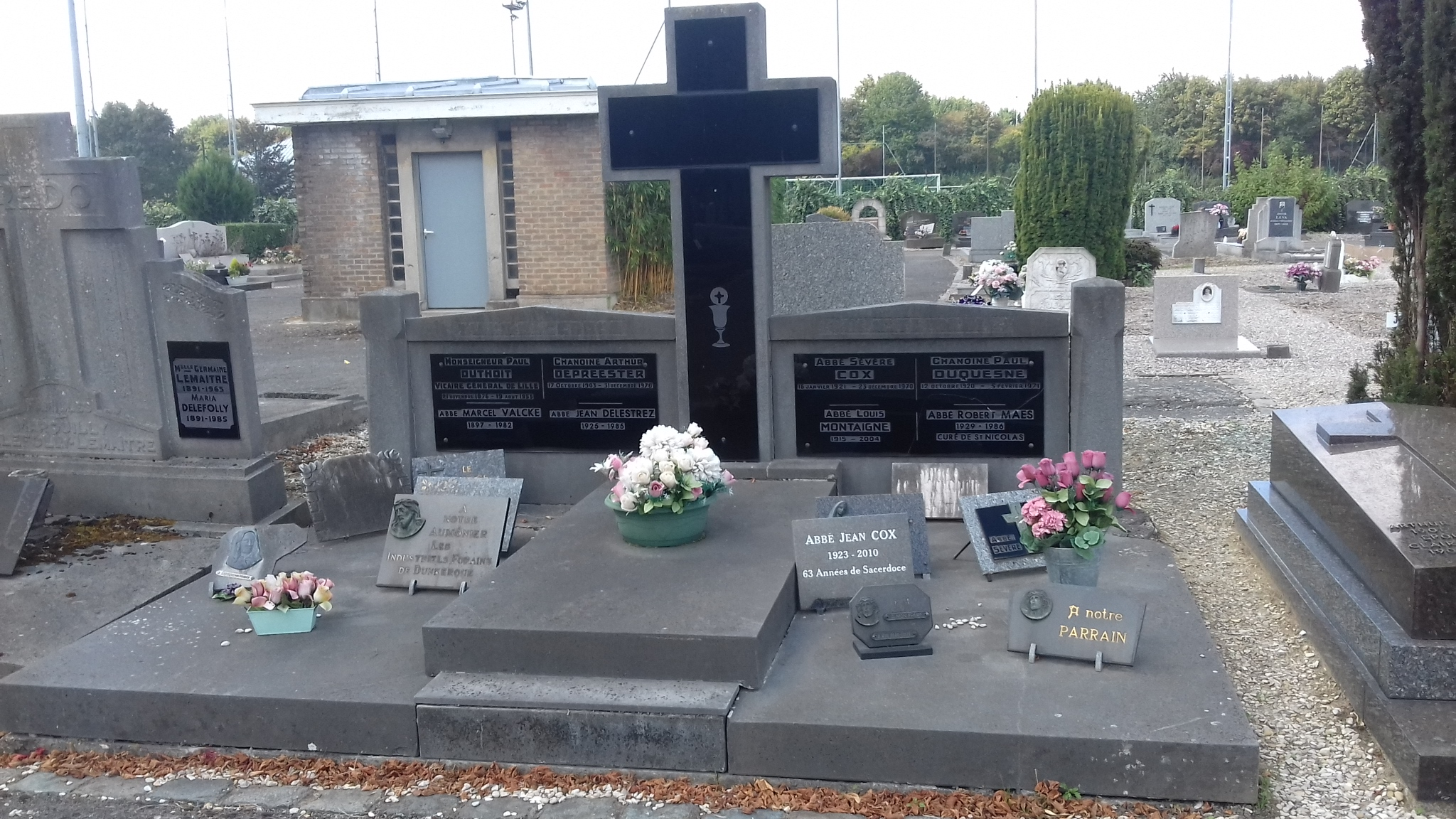
Tombes des curés des églises Saint-Clément et Saint-Nicolas, cimetière du Plomeux.
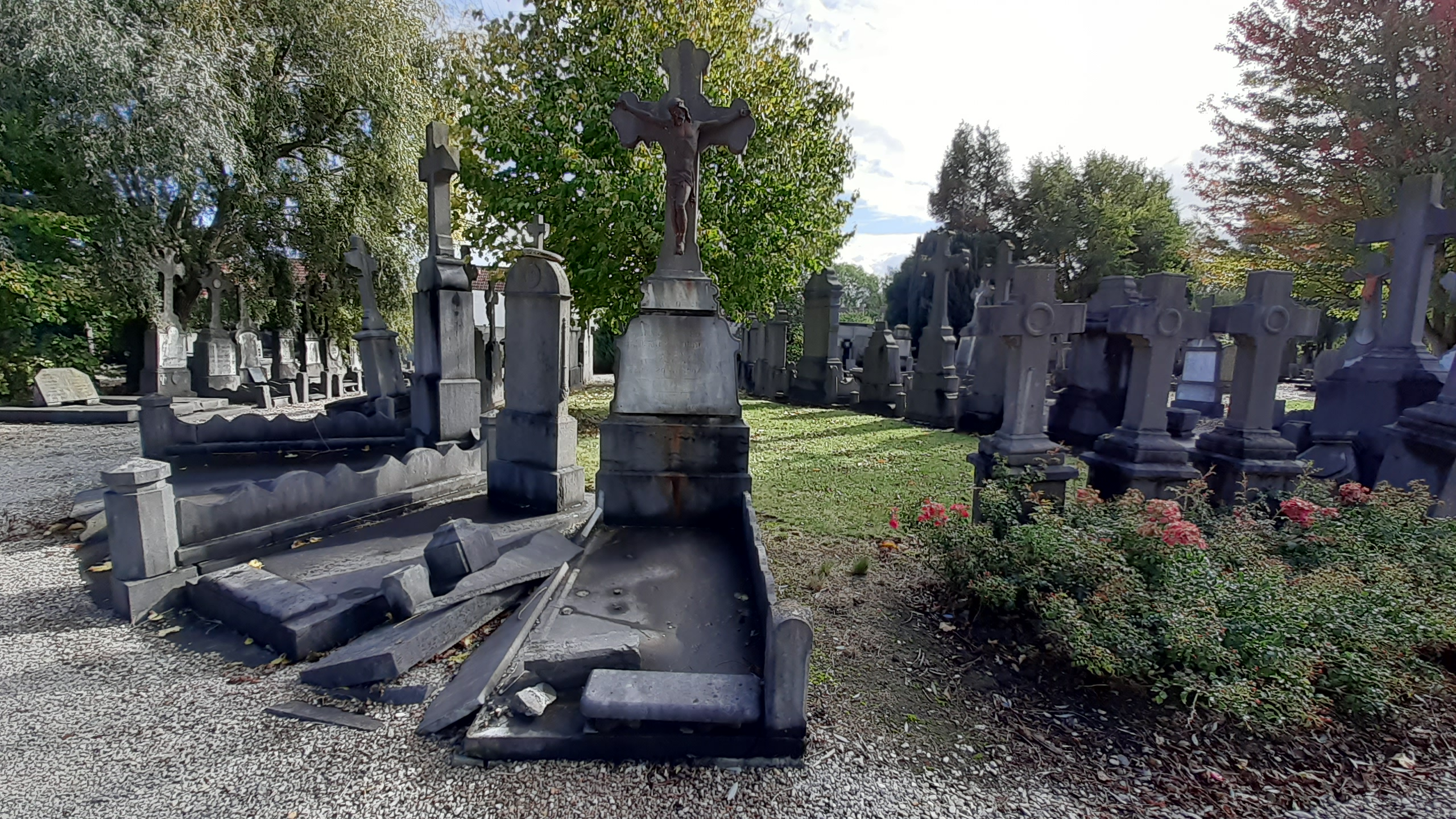
Tombe des curés Vanalderwerelt et Delcambre, cimetière du Centre.

## Accès
Le site est desservi par la ligne de bus 32 : Roubaix Gare Lebas - Wasquehal - Villeneuve d'Ascq Hôtel de ville